# Ravine des Patates à Durand
La ravine des Patates à Durand est une ravine non pérenne de l'île de La Réunion, un département d'outre-mer français de l'océan Indien. Généralement presque à sec, le cours d'eau auquel elle sert de lit s'écoule du sud vers le nord sur le territoire de la commune de Saint-Denis.
Elle tire son nom d'une liane rampante tropicale présente sur l'île, la Patate à Durand (Ipomoea pes-caprae).